# Urediniomycetes
Urediniomycetes je nedávno vymezená třída stopkovýtrusných hub. V jiných systémech je její obměnou například třída Pucciniomycetes nebo Pucciniomycotina.

## Popis
Typickými vlastnostmi těchto hub je dimorfická stélka, jednoduché přehrádky mezi buňkami, obvykle neexistence plodnic a mnohé jiné. Asi 95% zástupců této třídy je řazeno do řádu rzi (Uredinales). Rozšiřují se sporami, jsou obligatorními parazity.

## Význam
Mezi houby řazené do řádu rzi (Uredinales) patří významní škůdci hospodářských rostlin.